# Marian Grzęda
Marian Ludwik Grzęda-Kempiński (ur. 3 sierpnia 1941 w Ostrowie Wielkopolskim) – polski historyk i politolog, profesor Uniwersytetu Szczecińskiego.

## Życiorys
W 1964 ukończył studia w zakresie historii na Uniwersytecie im. Adama Mickiewicza w Poznaniu. W 1976 na podstawie rozprawy pt. Odbudowa i działalność Socjaldemokratycznej Partii Niemiec w radzieckiej strefie okupacyjnej (1945-1946) uzyskał w UAM stopień naukowy doktora. Tam też w 1986 roku otrzymał stopień doktora habilitowanego nauk humanistycznych (rozprawa habilitacyjna: pt. Rozwój ruchu robotniczego w Niemczech w okresie okupacji alianckiej 1945-1949). Od 1991 profesor nadzwyczajny na Uniwersytecie Szczecińskim.

## Wybrane publikacje
- Polska Partia Robotnicza na Pomorzu Zachodnim w latach 1945-1948. Zarys działalności, (współautor: S. Lasek), Szczecin 1971
- Odbudowa i działalność Socjaldemokratycznej Partii Niemiec w radzieckiej strefie okupacyjnej 1945-1946, Szczecin 1971
- Rozwój ruchu robotniczego w Niemczech w okresie okupacji alianckiej (1945-1949) (2 tomy), Szczecin 1984-1985
- Socjaldemokratyczna Partia Niemiec 1848-1988. Od partii robotniczej do narodowej, Szczecin 1991
- Polonia szczecińska na przełomie dwóch epok (1930-1935), Szczecin 1994
- Antyfaszystowska działalność Kościoła katolickiego i ewangelickiego na Pomorzu Zachodnim. Pastor Dietrich Bonhoeffer i ksiądz Albert Willimsky, (red. nauk.) Szczecin 2003 ISBN 83-7241-324-X